# Rue Léon-Vaudoyer
Pour les articles homonymes, voir Vaudoyer.
La rue Léon-Vaudoyer est une voie du 7e arrondissement de Paris, en France.

## Situation et accès
La rue Léon-Vaudoyer est une voie publique située dans le 7e arrondissement de Paris. Elle débute au 3, rue Albert-de-Lapparent et se termine au 12, rue Pérignon.

## Origine du nom
Elle honore l'architecte français Léon Vaudoyer (1803-1872).

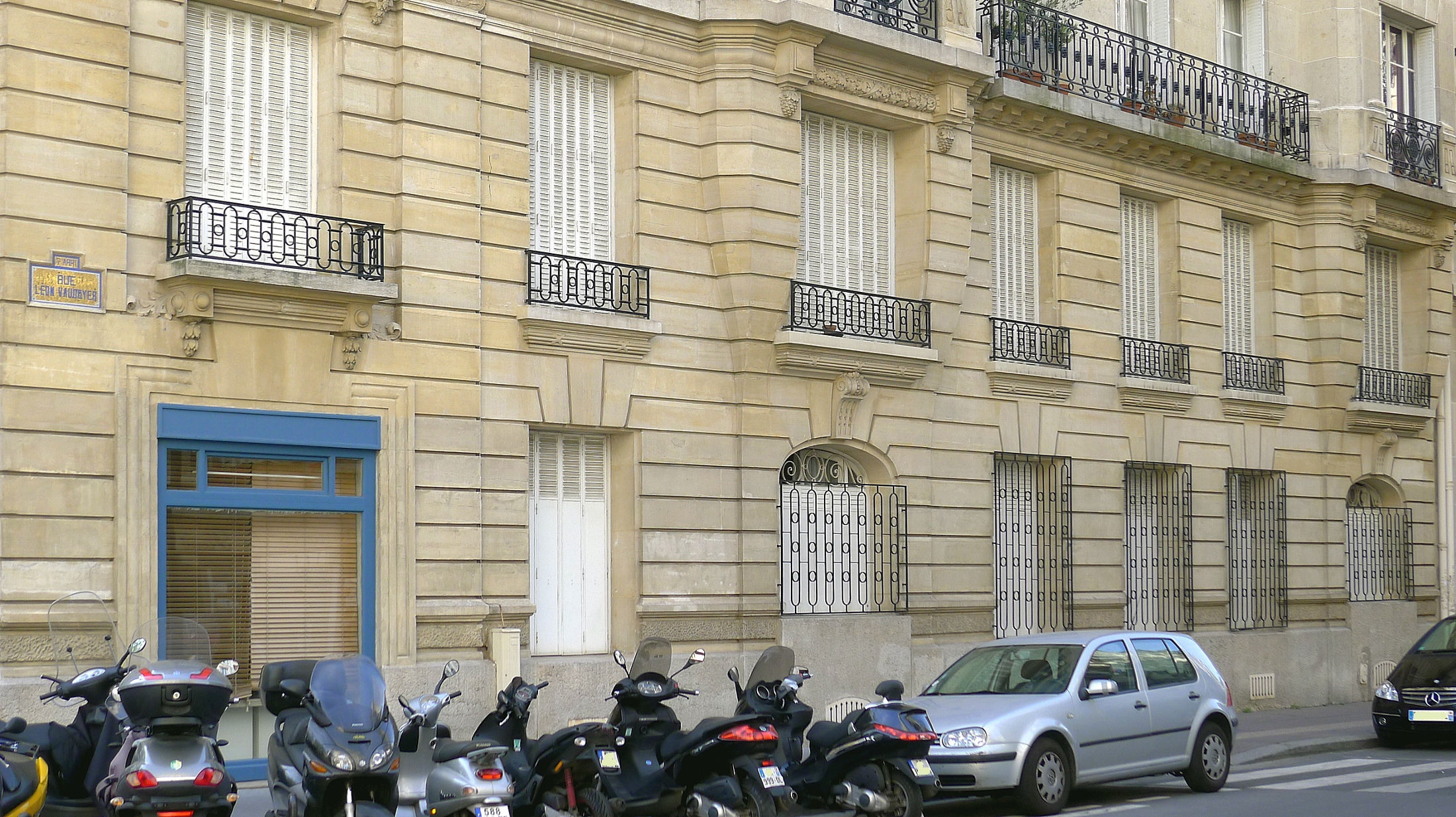
Début de la rue avec la présence d'une plaque gravée et dorée.

## Historique
La rue a été ouverte en 1909 et a été classée par un décret du 13 février 1914.

## Bâtiments remarquables et lieux de mémoire
- No 8 : Émile Baratte (1859-1928), général médecin français de la Première Guerre mondiale, y réside dans les années 1920.